# Baoding
Baoding (chinesisch 保定市, Pinyin Bǎodìng shì – „Stadt Baoding“) ist eine bezirksfreie Stadt in der Provinz Hebei der Volksrepublik China. Sie hat eine Geschichte, die bis auf die Han-Dynastie zurückgeht. Bis 1958 war Baoding Hauptstadt der Provinz Hebei. Die Stadt nimmt eine Fläche von 22.185 km² ein. Ende 2020 lebten dort 9.242.610 Menschen.

## Geographie

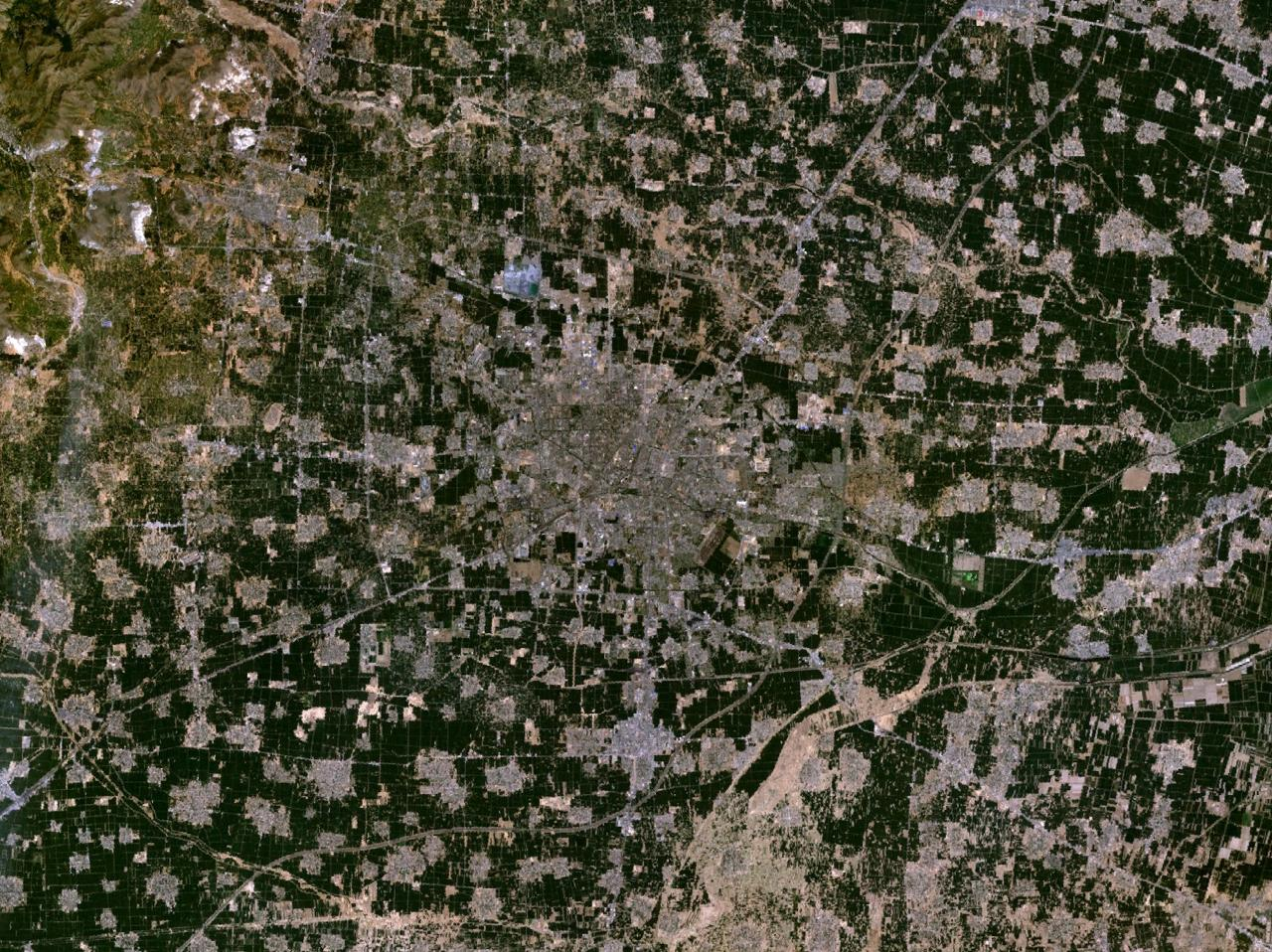
Satellitenbild von Baoding

Baoding liegt an der Eisenbahnlinie zwischen Peking und Shijiazhuang. Die jährliche Regenmenge beträgt 570 mm, die Durchschnittstemperatur 12,0 °C.

## Wirtschaft

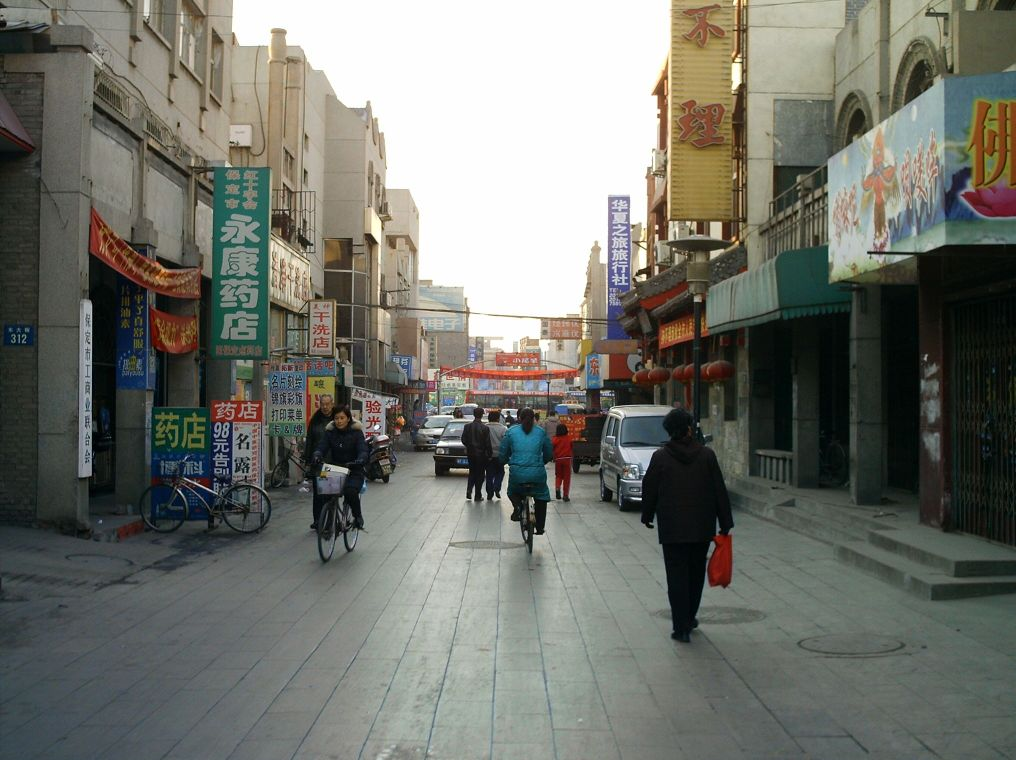
Seitenstraße in Baoding

Einen internationalen Bekanntheitsgrad hat hier vor allem Yingli Green Energy als Hersteller von Ingots, Wafern, Solarzellen und Solarmodulen aus Polysilizium. Aber auch die beiden Automobilhersteller Great Wall Motor und  Zxauto haben hier ihren Unternehmenssitz.
Ebenfalls hat dort die Tianwei Solarfilms Company, die Solarmodule im Dünnschichtbereich herstellt, ihren Sitz.

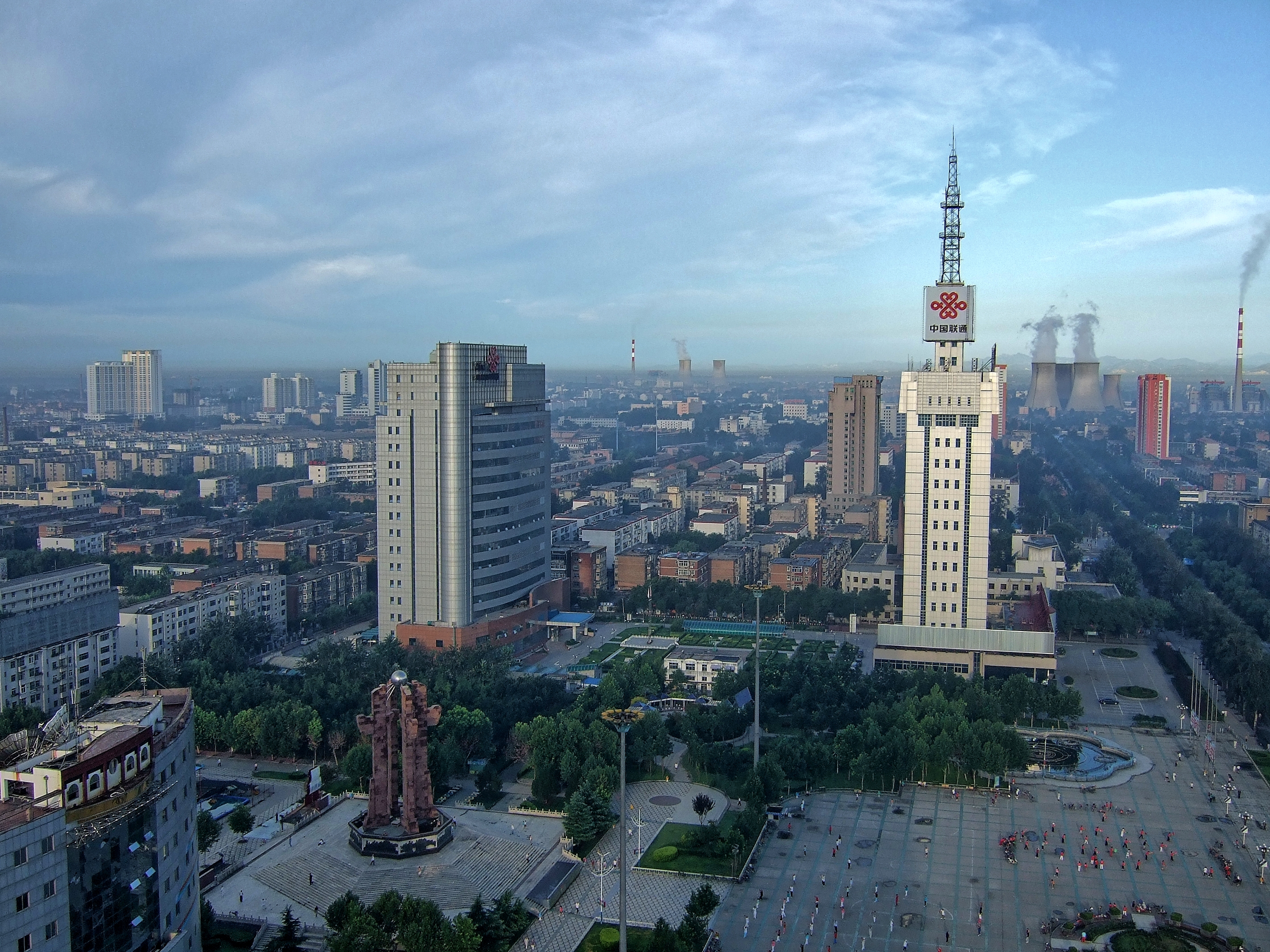
Blick auf das Zentrum von Baoding

Seit April 2017 entsteht per Beschluss des Staatsrats der Volksrepublik China und mit Billigung des Zentralkomitees der Kommunistischen Partei Chinas im Osten von Baoding, auf dem Gebiet der Kreise Xiong, Rongcheng und Anxin der Neue Stadtbezirk Xiong’an, der neunzehnte der Neuen Stadtbezirke auf Nationaler Ebene (国家级新区). Die dort im Entstehen begriffene Retortenstadt folgt demselben Prinzip wie der 1992 gegründete Neue Stadtbezirk Pudong in Shanghai oder der 2010 gegründete Neue Stadtbezirk Binhai in Tianjin, die ersten beiden Neuen Stadtbezirke auf Nationaler Ebene.

## Administrative Gliederung
Baoding setzt sich aus fünf Stadtbezirken, 15 Kreisen und vier kreisfreien Städten zusammen. Diese sind:
- Stadtbezirk Jingxiu (竞秀区), Sitz der Stadtregierung
- Stadtbezirk Lianchi (莲池区)
- Stadtbezirk Mancheng (满城区)
- Stadtbezirk Qingyuan (清苑区)
- Stadtbezirk Xushui (徐水区)
- Kreis Anxin (安新县)
- Kreis Boye (博野县)
- Kreis Dingxing (定兴县)
- Kreis Fuping (阜平县)
- Kreis Gaoyang (高阳县)
- Kreis Laishui (涞水县)
- Kreis Laiyuan (涞源县)
- Kreis Li (蠡县)
- Kreis Quyang (曲阳县)
- Kreis Rongcheng (容城县)
- Kreis Shunping (顺平县)
- Kreis Tang (唐县)
- Kreis Wangdu (望都县)
- Kreis Xiong (雄县)
- Kreis Yi (易县)
- Stadt Anguo (安国市)
- Stadt Dingzhou (定州市)
- Stadt Gaobeidian (高碑店市)
- Stadt Zhuozhou (涿州市)

## Bevölkerung
In der eigentlichen urbanen Agglomeration Baoding lebten 2017 knapp 1,8 Millionen Einwohner.
| Jahr | Einwohnerzahl |
| ---- | ------------- |
| 1950 | 174.000       |
| 1960 | 264.000       |
| 1970 | 338.000       |
| 1980 | 385.000       |
| 1990 | 560.000       |
| 2000 | 1.070.000     |
| 2010 | 1.571.000     |
| 2017 | 1.847.000     |

## Söhne und Töchter der Stadt
- Richmond Lattimore (1906–1984), amerikanischer Altphilologe
- Wang Zhiliang (1941–2020), Tischtennisnationalspieler und -trainer
- Jie Schöpp (* 1968), deutsche Tischtennisnationalspielerin
- Wang Liping (* 1973), Fußballspielerin
- Niu Jianfeng (* 1981), Tischtennisspielerin
- Guo Jingjing (* 1981), Wasserspringerin
- Shi Dongpeng (* 1984), Hürdenläufer
- Zhou Qihao (* 1997), Tischtennisspieler
- Li Bingjie (* 2002), Schwimmerin